# Луиза Саксен-Альтенбургская
Луиза Шарлотта Мария Агнес Саксен-Альтенбургская (нем. Luise Charlotte Marie Agnes von Sachsen-Altenburg; 11 августа 1873, Альтенбург — 14 апреля 1953, Альтенбург) — принцесса Саксен-Альтенбургская и герцогиня Саксонская, в браке — наследная принцесса Ангальтская.

## Биография
Луиза Шарлотта была младшим ребёнком и четвёртой дочерью в семье принца Морица Саксен-Альтенбургского и его супруги Августы Саксен-Мейнингенской. По линии отца — внучка герцога Георга Саксен-Альтенбургского и Марии Мекленбург-Шверинской, по матери — герцога Бернгарда II Саксен-Мейнингенского и Марии Фридерики Гессен-Кассельской. Младшая сестра великой княгини Елизаветы Маврикиевны и герцога Эрнста Саксен-Альтенбургского.
6 февраля 1895 года в Альтенбурге принцесса Луиза вышла замуж за своего троюродного брата принца Эдуарда, третьего сына ангальтского герцога Фридриха и Антуанетты Саксен-Альтенбургской. В браке родилось 6 детей:
- Фридерика Маргарита (1896—1896)
- Леопольд Фридрих Мориц Эрнст Константин Ариберт Эдуард (1897—1898)
- Мария Августа (1898—1983), вышла замуж за Иоахима Прусского, младшего сына императора Вильгельма II
- Иоахим Эрнст (1901—1947)
- Евгений (1903—1980)
- Вольфганг Альбрехт Фридрих Вильгельм Эрнст Мориц (1912—1936)

26 января 1918 года супруги развелись.
Так как брак старшего брата Эдуарда — герцога Фридриха — оставался бездетным, то наследником считался супруг Луизы, ставший герцогом Ангальта в 1918 году. Но из-за состоявшегося ранее развода Луиза герцогиней не стала. Правление герцога Эдуарда продлилось всего несколько месяцев, после его смерти престол унаследовал несовершеннолетний сын Луизы — Иоахим Эрнст.
Принцесса Луиза скончалась 14 апреля 1953 года в Альтенбурге и была похоронена в гробнице герцога Эрнста в Трокенборн-Вольферсдорфе.